# Мереке (Костанайская область)
Мереке (каз. Мереке, до 1993 г. — Комсомольский) — село в Наурзумском районе Костанайской области Казахстана. Входит в состав Дамдинского сельского округа. Находится примерно в 97 км к юго-востоку от районного центра, села Караменды. Код КАТО — 395845100.

## История
До 2013 года село являлось административным центром упразднённого Мерекенского сельского округа.

## Население
В 1999 году население села составляло 963 человека (470 мужчин и 493 женщины). По данным переписи 2009 года, в селе проживало 448 человек (232 мужчины и 216 женщин).